# Escola Secundária André de Gouveia
A Escola Secundária André de Gouveia (ESAG) MHIP é uma escola secundária localizada junto ao bairro da Malagueira, na cidade de Évora, em Portugal, e fundada em 18 de novembro de 1841, por decreto assinado por Passos Manuel.
Atualmente é a escola sede do Agrupamento de Escolas André de Gouveia que ainda reúne a Escola Básica Canaviais, Escola Básica Galopim de Carvalho, Escola Básica Frei Aleixo e o Jardim de Infância Penedo de Ouro.

## História
A sua fundação remonta a 1841, sob o nome de Liceu Nacional de Évora. Posteriormente foi renomeada como Liceu Central André de Gouveia e Liceu Nacional André de Gouveia, em homenagem ao humanista e pedagogo do século XVI, André de Gouveia. Funcionou nas dependências da antiga Universidade de Évora (Colégio do Espírito Santo), desde a data da sua fundação até ao ano de 1979, quando foram inauguradas as suas actuais instalações ao Largo de São Sebastião.
A 31 de Outubro de 1991 foi feita Membro-Honorário da Ordem da Instrução Pública.

## Instalações
Actualmente conta com cerca de quarenta e cinco salas, distribuídas por cinco blocos, ainda tem o polivalente, onde se encontra a papelaria, secretaria, refeitório e bar.
A sua biblioteca possui alguns exemplares de "Os Lusíadas" de Luís de Camões com folhas de ouro, exemplares antigos do jornal da escola "O Corvo" e inúmeras outras obras de autores portugueses e estrangeiros, sendo classificada com uma das melhores bibliotecas escolares de Portugal. Outra das partes mais importantes desta escola é o seu Museu de Ciências Naturais, possuidor de um rico espólio de conchas, ossos humanos, um maxilar pertencente a um antigo reitor, material de Física dos anos 40 e 50 do século XX e material relacionado com a Biologia e a Geologia.
A escola possui ainda um estúdio de televisão.

### Cursos
Esta escola é conhecida pelos cursos, tanto profissionais como científico-humanísticos, sendo a escola secundária da cidade com mais cursos, tendo ainda 3.º ciclo.
Conta com cursos de Técnico de Audiovisuais, Gestão Desportiva, Teatro, Informática e Técnico de Juventude, além de ter cursos de Economia, Humanidades e Ciências e Tecnologia.